# Sovolusky (Bochov)
Sovolusky (deutsch Zoboles) ist ein Ortsteil der Gemeinde Bochov (Buchau) im Bezirk Karlsbad in Tschechien.

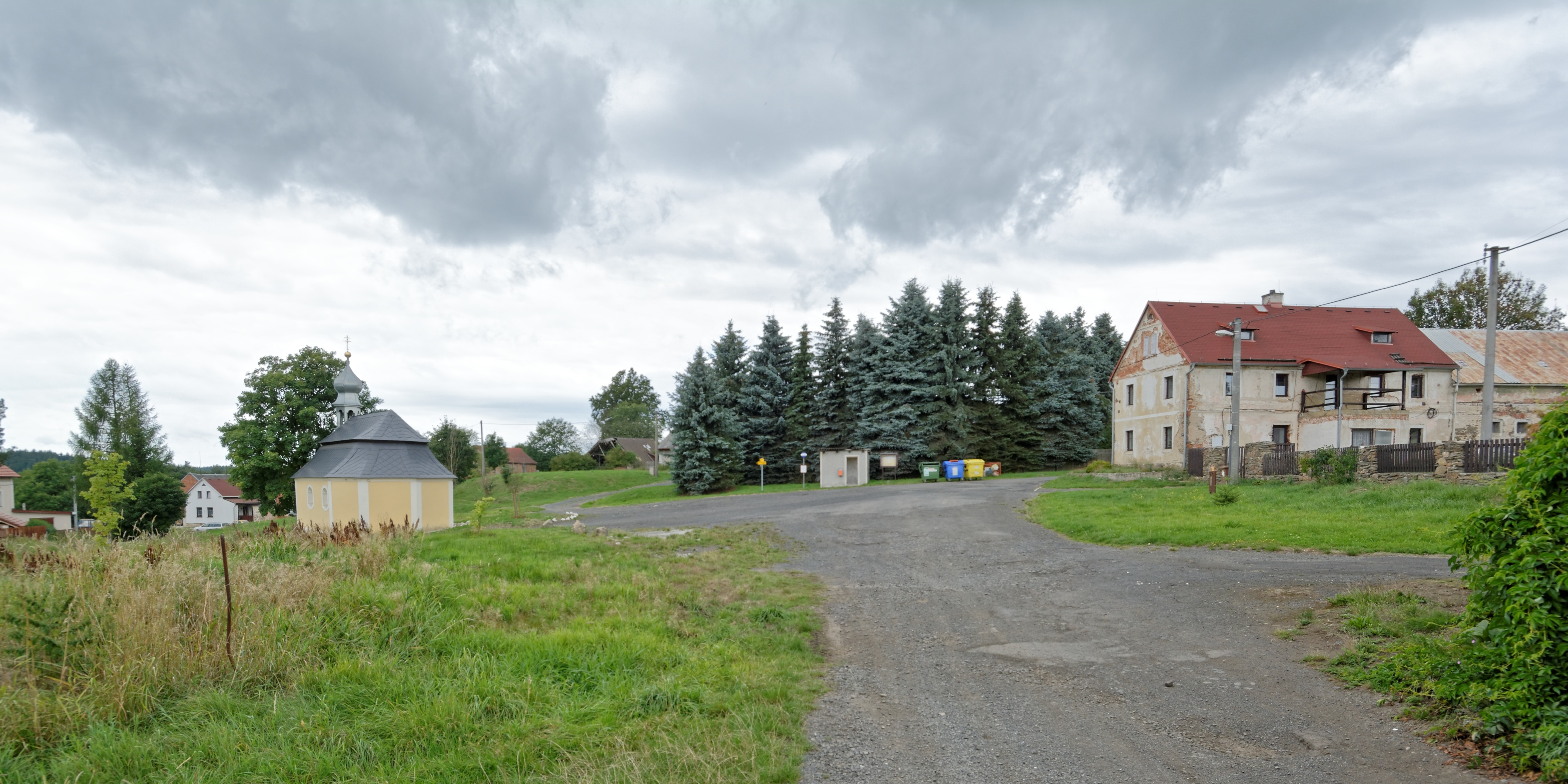
Sovolusky

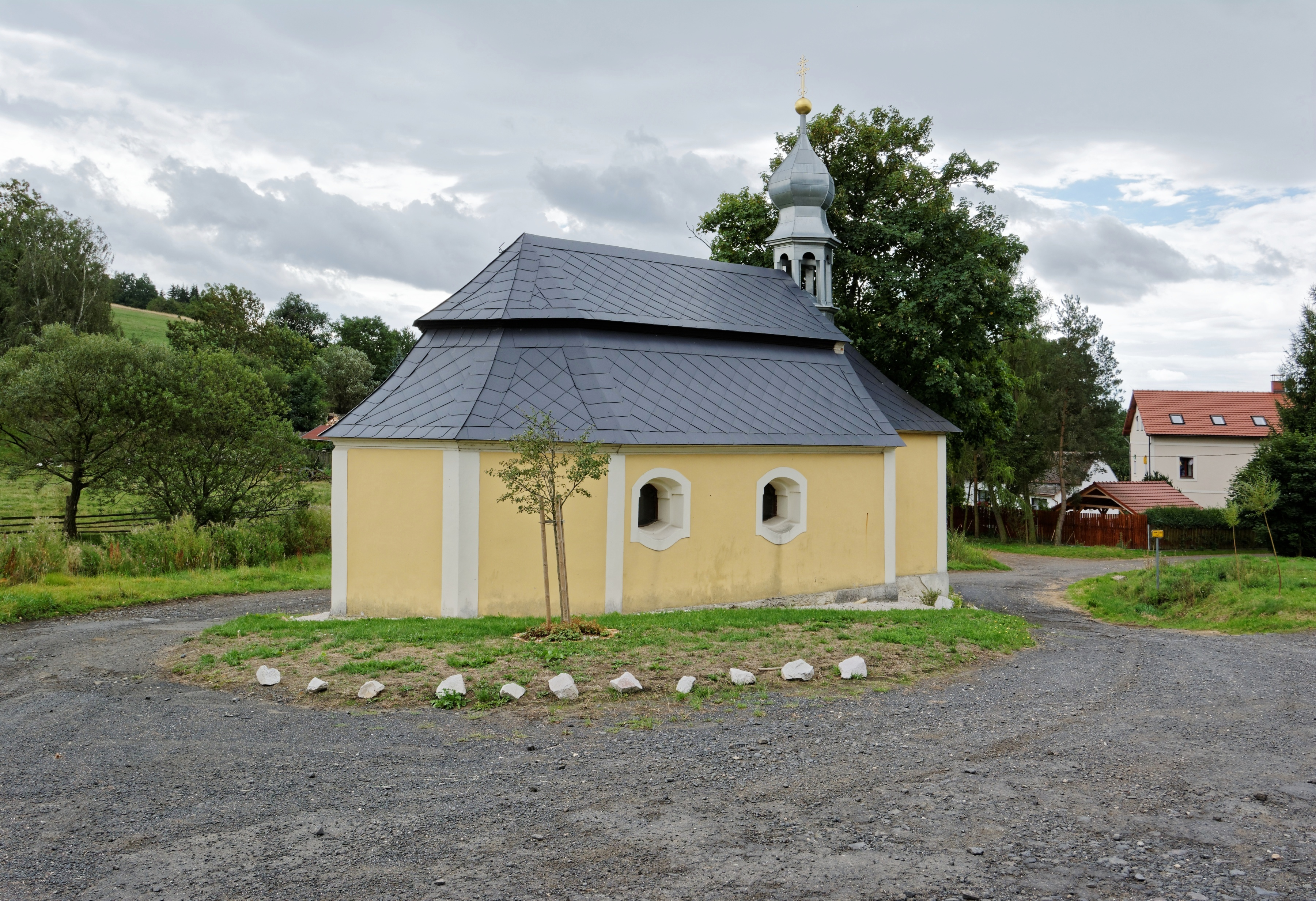
Kapelle St. Jakob

## Lage
Sovolusky liegt etwa sechs Kilometer südlich von Bochov (Buchau). Nachbarorte sind Kozlov (Koßlau) im Westen, Hlineč (Lintsch) im Osten und Jesínky (Gessing) im Nordosten. 

## Geschichte
Zoboles gehörte früher zur Herrschaft Udritsch. 1847 zählte Zoboles eine Stunde südwestlich von Udritsch gelegen, 20 Häuser mit 112 Einwohnern. Zoboles war nach Koßlau gepfarrt. 1/2 Stunde abseits lag eine Mühle. Die Patrimonialgerichtsbarkeit wurde im Kaisertum Österreich nach den Revolutionsjahren 1848/49 aufgehoben. Seit 1850 gehörte die Gemeinde zum Bezirk Luditz. Nach dem Ersten Weltkrieg wurde Zoboles 1919 der neu geschaffenen Tschechoslowakei zugeschlagen. In Folge des Münchner Abkommens gehörte Zoboles von 1938 bis 1945 zum Landkreis Luditz, Regierungsbezirk Eger, im Reichsgau Sudetenland des Deutschen Reichs. Nach Ende des Zweiten Weltkriegs wurde die deutsche Bevölkerung in den Jahren 1945–1946 vertrieben.

## Sehenswürdigkeiten
- Kapelle St. Jakob